# Pasar Berkas
Pasar Berkas is een bestuurslaag in het regentschap Bengkulu van de provincie Bengkulu, Indonesië. Pasar Berkas telt 1758 inwoners (volkstelling 2010).